# سیارک ۲۳۷۱۸
سیارک ۲۳۷۱۸ (به انگلیسی: 23718 Horgos، نامگذاری:1998GO10) بیست و سه هزار و هفتصد و هجدهمین سیارک کشف شده‌است که در ۲ آوریل ۱۹۹۸ کشف شد.
قدر مطلق سیارک برابر ۱۴٫۷۰ است.